# Creu davant Cal Mariano
La Creu davant Cal Mariano és una creu de terme de Sant Pere Sallavinera (Anoia) situada al nucli de la Llavinera.
S'aixeca sobre una base de pedra octogonal amb dos graons. El fust, de secció quadrangular, s'assenta sobre una peanya llisa de secció octogonal. Damunt el fust hi ha la creu pròpiament amb dues cares diferenciades. En un costat gravada la data XXIII-IV-MCMLXIV i a l'altre costat MEMORIAL LA LLAVINERA. Actualment no correspon amb el límit de terme. A la dècada de 1970 va ser traslladada al seu emplaçament actual.